# Makryliés (Samothrace)
Makryliés (grec moderne : Μακρυλιές) est une localité située dans le dème de Samothrace, dans le district régional d'Évros, dans la périphérie de Macédoine-Orientale-et-Thrace, en Grèce.
Selon le recensement de 2021, la localité compte 17 habitants.